# Glóin
Glóin (2783 T. v. – 15 Č. v.) je literární postava z fiktivního světa J. R. R. Tolkiena. Objevuje se především v Tolkienově knize Hobit aneb cesta tam a zase zpátky, avšak zmíněn je také v trilogii Pán prstenů. Trpaslík Glóin patřil ke družině Thorina Pavézy. Spolu s ním pobýval ve vyhnanství v Ered Luin, odkud se společně se svými dvanácti druhy, čarodějem Gandalfem a hobitem Bilbo Pytlíkem vydal na cestu východ za znovuobnovení trpasličího království pod Osamělou horu. Glóin byl společně s bratrem Óinem proslaven svým uměním rozdělávat oheň za prakticky jakýchkoliv podmínek. Jeho synem byl nejznámější trpaslík Středozemě, Gimli.

## Role v příběhu

### Děj v Hobitovi
Glóin byl mladším synem trpaslíka Gróina a pocházel tak z Durinova lidu. V roce 2941 třetího věku se Glóin společně se svým bratrem Óinem a dalšími trpaslíky Balinem, Bifurem, Bofurem, Bomburem, Dorim, Dvalinem, Fílim, Kílim, Norim, Orim, Thorinem Pavézou, čarodějem Gandalfem a hobitem Bilbem Pytlíkem po dýchánku ve Dnu pytle vydal na cestu k Osamělé hoře, která kdysi bývala sídlem trpaslíků. Cílem výpravy bylo obnovení Království pod Horou a vyhnání draka Šmaka.
Výprava se nejprve vydala na cestu do Roklinky. Pak musela přejít Mlžné hory, kde však byla napadena skřety. Po osvobození sestoupila družina na druhou stranu hor, kde však byli přátelé opět napadeni. Tentokrát je osvobodil Pán orlů a jeho orli. Dále, po krátkém zastavení u Medděda, pokračovali trpaslíci s hobitem bez čaroděje Gandalfa Temným hvozdem. Než se dostali až k Jezernímu městu, které leželo za Temným hvozdem, přihodilo se jim mnoho dobrodružství. Nakonec byl Šmak zabit a po Bitvě pěti armád se Glóin v Osamělé hoře usadil a přijal za pána nového krále Dáina II.

### Děj v Pánu Prstenů
V knize Společenstvo prstenu vystupuje Glóin spolu se svým synem Gimlim na Elrondově radě v Roklince. Má zde proslov o situaci na východě a o rostoucím zlu, které dorazilo až k Ereboru. Glóin mluvil o neklidu trpaslíků a o odchodu Balina do Morie. Zmínil se také o poslu Temného pána Saurona, který po králi Dáinovi požadoval zprávy o hobitovi, jenž vlastnil Jeden prsten, jako odměnu za jakoukoliv informaci nabízel Tři prsteny trpaslíků a možnost návratu Durinova lidu do Morie. Glóin po poradě v Roklince odjel zpět do Ereboru zatímco jeho syn Gimli se stal jedním ze členů Společenstva prstenů.

## Rodokmen
|       |       |       |       |        |        |        |        |        |        | Farin  |        |        |        |  |  |     |     |       |       |       |       |       |       |       |       |       |       |       |       |
|       |       |       |       |        |        |        |        |        |        |        |        |        |        |  |  |     |     |       |       |       |       |       |       |       |       |       |       |       |       |
|       |       |       |       |        |        |        |        |        |        |        |        |        |        |  |  |     |     |       |       |       |       |       |       |       |       |       |       |       |       |
|       |       |       |       |        |        |        |        |        |        |        |        |        |        |  |  |     |     |       |       |       |       |       |       |       |       |       |       |       |       |
|       |       |       |       | Fundin | Fundin | Fundin | Fundin | Fundin | Fundin |        |        |        |        |  |  |     |     | Gróin | Gróin | Gróin | Gróin | Gróin | Gróin |       |       |       |       |       |       |
|       |       |       |       | Fundin | Fundin | Fundin | Fundin | Fundin | Fundin |        |        |        |        |  |  |     |     | Gróin | Gróin | Gróin | Gróin | Gróin | Gróin |       |       |       |       |       |       |
|       |       |       |       |        |        |        |        |        |        |        |        |        |        |  |  |     |     |       |       |       |       |       |       |       |       |       |       |       |       |
|       |       |       |       |        |        |        |        |        |        |        |        |        |        |  |  |     |     |       |       |       |       |       |       |       |       |       |       |       |       |
| Balin | Balin | Balin | Balin | Balin  | Balin  |        |        | Dvalin | Dvalin | Dvalin | Dvalin | Dvalin | Dvalin |  |  | Oin | Oin | Oin   | Oin   | Oin   | Oin   |       |       | Glóin | Glóin | Glóin | Glóin | Glóin | Glóin |
| Balin | Balin | Balin | Balin | Balin  | Balin  |        |        | Dvalin | Dvalin | Dvalin | Dvalin | Dvalin | Dvalin |  |  | Oin | Oin | Oin   | Oin   | Oin   | Oin   |       |       | Glóin | Glóin | Glóin | Glóin | Glóin | Glóin |
|       |       |       |       |        |        |        |        |        |        |        |        |        |        |  |  |     |     |       |       |       |       |       |       |       |       |       |       |       |       |
|       |       |       |       |        |        |        |        |        |        |        |        |        |        |  |  |     |     |       |       |       |       |       |       |       |       |       |       |       |       |
|       |       |       |       |        |        |        |        |        |        |        |        |        |        |  |  |     |     |       |       |       |       | Gimli |       |       |       |       |       |       |       |
|       |       |       |       |        |        |        |        |        |        |        |        |        |        |  |  |     |     |       |       |       |       |       |       |       |       |       |       |       |       |

## Adaptace
V prvním díle Jacksonovy trilogie Pán prstenů si Glóina, který se zde objeví pouze v jednom záběru a vůbec nemluví, zahrál John Rhys-Davies, který v trilogii zvárnil i další dvě postavy – Glóinova syna Gimliho a enta Stromovouse.
V navazující filmové trilogii Hobit natočené režisérem Peterem Jacksonem ztvárnil postavu Glóina novozélandský herec Peter Hambleton, jelikož Rhys-Davies odmítl svoji roli zopakovat.